# 东方箬鳎
東方寬箬鰨（学名：Brachirus orientalis），又名东方箬鳎、淡水比目魚、寬箬鰨、龍舌、鰨沙，为輻鰭魚綱鰈形目鰨亞目鰨科寬箬鰨屬下的一个种，分布於印度西太平洋區，從紅海、波斯灣至東印度群島、澳洲北部半鹹水域、海域，棲息深度15-20公尺，體長可達30公分，棲息在沿岸沙泥底質底層水域，主要吃底棲無脊椎動物，生活習性不明，可作為食用魚。
其种加词“orientalis”意为“东方的”。